# Grammy Award de Melhor Álbum de Música Urbana
O Grammy Award para Best Música Urbana Album é uma das categorias dos Grammy Awards, uma cerimónia estabelecida em 1958 e originalmente denominada como "Gramophone Awards", concedido para os artistas de gravação de obras de qualidade nos álbuns do gênero musical Música Urbana. As várias categorias são apresentadas anualmente pela The Recording Academy dos Estados Unidos em "honra da realização artística, proficiência técnica e excelência global na indústria da gravação, sem levar em conta as vendas de álbuns ou posições nas tabelas musicais".
De acordo com o guia de descrição de categorias do 64º Grammy Awards, o prêmio é reservado para álbuns "contendo pelo menos 51% do tempo total de material inédito de música urbana" que também pode vir a incorporar "estilos urbanos latinos". Entre os vencedores do prêmio estão produtores, engenheiros musicais, e mixers associados aos respectivos artistas. A categoria foi inaugurada em 2022 como mais uma das categorias do campo "Música Latina", que alberga também os prêmios de Melhor Álbum de Pop Latino, Melhor Álbum de Música Mexicana e Melhor Álbum de Rock Latino.

## Vencedores
| Ano  | Artista   | Obra                     | Indicados | Referência |
| ---- | --------- | ------------------------ | --- | ---------- |

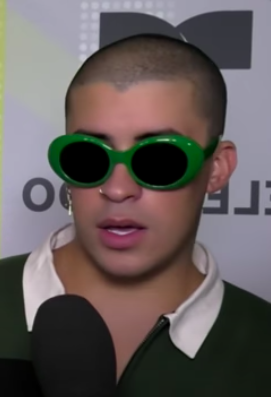
Bad Bunny foi o vencedor da categoria em ambas as edições de 2022 e 2023.

| 2022 | Bad Bunny | EL ÚLTIMO TOUR DEL MUNDO | - Rauw Alejandro – Afrodisíaco - J Balvin – Jose - Karol G – KG0516 - Kali Uchis – Sin Miedo (del Amor y Otros Demonios) | [ 4 ]      |
| 2023 | Bad Bunny | Un verano sin ti         | - Rauw Alejandro – Trap Cake, Vol. 2 - Daddy Yankee – Legendaddy - Farruko – La 167 - Maluma – The Love & Sex Tape       | [ 5 ]      |